# Аміна

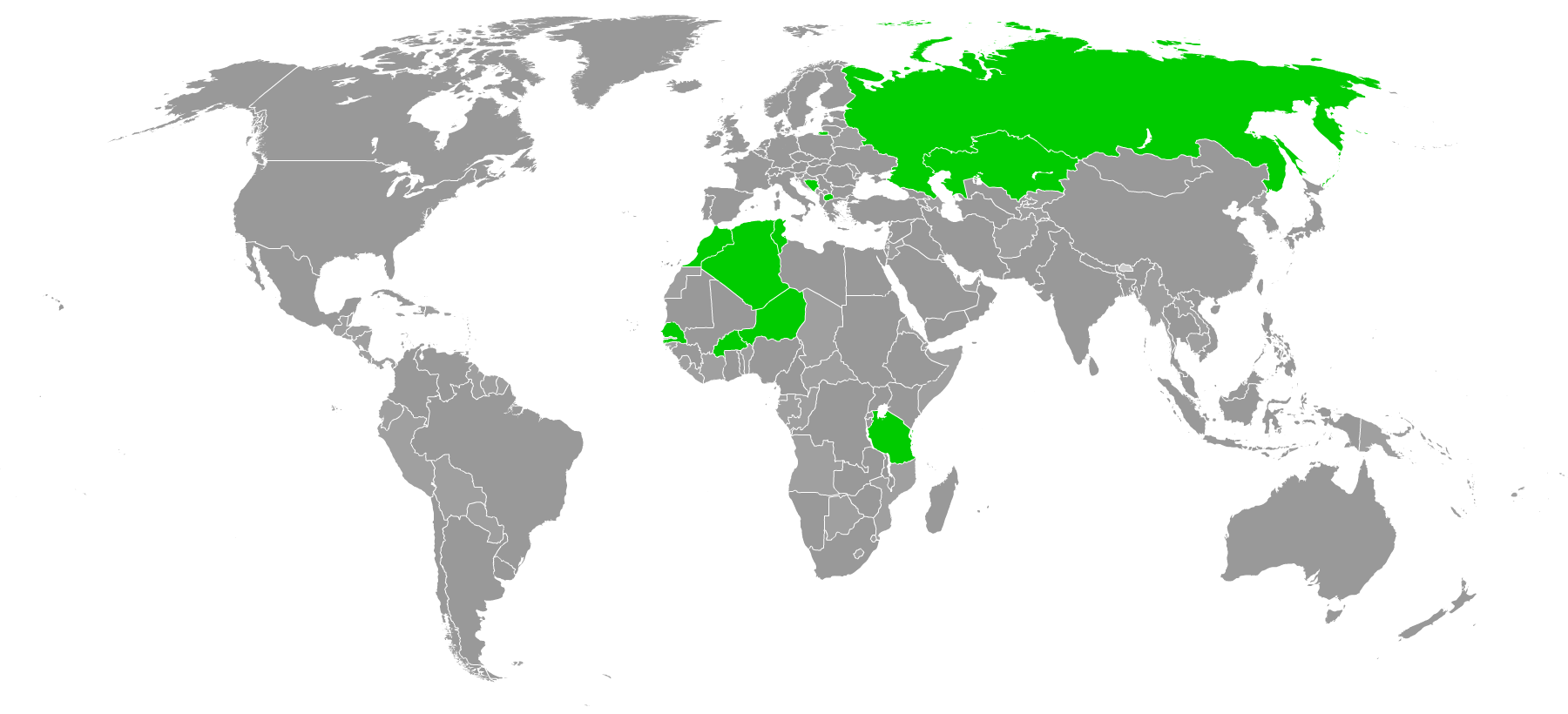
Країни, в яких популярне ім'я Аміна.

Аміна ( араб. آمنة Амін ( араб. أمينة Аминат - жіноче ім'я арабського походження.

## Відомі носійки
- Аміна бінт Вахб - мати пророка Мухаммада.
- Аміна (королева) — мусульманська войовниця, королева емірату Заззау[en]  народу хауса XV століття (Нігерія).
- Аміна Абдалла Арраф аль-Омарі – псевдонім, створений американським активістом руху за мир Томом МакМастером.